# Huang Rui
Pour les articles homonymes, voir Rui.
Huang Rui (黄锐), né en 1952, est un des artistes les plus importants de l’avant garde de l’art contemporain chinois, il est connu pour sa critique sociale et culturelle.
Son œuvre se compose de peintures, de calligraphie, d’installations ainsi que des représentations scéniques. Actif depuis les années 1970, il a été l’un des fondateurs du groupe des Xing Xing (littéralement « les Étoiles ») qui fut le premier mouvement artistique significatif dans l’art contemporain chinois. Après s’être exilé au Japon pendant les années 1980 et 1990, Huang Rui est revenu à Pékin en 2001, et a participe à la création du secteur d’art 798, qui est aujourd’hui le centre le plus important de l’art contemporain chinois.

## Vie et œuvres
Huang Rui est né à Pékin en 1952. Pendant la révolution culturelle il fut envoyé, à l'âge de 16 ans, en Mongolie intérieure où il travailla comme fermier. Il revint ensuite à Pékin et travailla dans une entreprise produisant du cuivre jusqu’en 1979. C’est à ce moment-là qu’il étudia brièvement l’art au Centre culturel des travailleurs de Pékin.
Huang Rui fut un membre fondateur du groupe artistique d’avant-garde chinois Xing Xing (littéralement « les Étoiles ») auquel appartiendront des artistes tels que Wang Keping, Ai Weiwei, Ma Desheng, Li Shuang, Zhong Acheng et Qu Leilei, et qui fut actif entre 1979 et 1983. Ce groupe révolutionnaire d’artistes amateurs fut un des premiers à défier la censure après la Révolution culturelle. Le groupe a fait parler de lui en 1979 quand, sous la direction de Huang Rui et Ma Desheng, il organisa une exposition à l'extérieur de la Galerie d'art de Chine (aujourd’hui Musée national d'art - NAMOC). Avant cela, la majorité de leurs expositions se tenaient secrètement dans leurs propres maisons, où les artistes pouvaient entretenir des débats vivants à propos de sujet allant de la mode artistique en Occident à la liberté de l'art.
In 1978, Huang Rui copublia le journal littéraire Jintian 今天 (littéralement « Aujourd’hui »), qui était conçu pour être : « une des publications les plus radicales en circulation depuis la révolution culturelle ». Le journal, qui fonctionna pendant trois ans, incluait à la fois les vers et la prose d’écrivains comme Bei Dao, Gu Cheng, Mang Ke, Shu Ting et Yang Lian.
Avant cela, Huang créait surtout des peintures qui faisaient référence à divers styles occidentaux  tels que l’expressionnisme, l’expressionnisme abstrait, le fauvisme et le cubisme. Malgré cela, son style commença à s'affirmer et il devint plus expérimental en explorant d’autres moyens d’expression comme la photographie, les impressions sur différents supports, les installations et les performances artistiques.
Le travail de Huang Rui se caractérise par des symétries et une simplicité de formes, ainsi que par l’utilisation de couleurs primaires. Son œuvre est la seule qui présente un engagement esthétique, et il est pour cela reconnu comme artiste intellectuel et un penseur social, bien que souvent controversé. Tout au long de sa carrière, il a toujours clamé sa conviction de l’importance de la liberté d’expression — et pour cela, il a dû faire face à une forte censure de la part du gouvernement.
Un des thèmes majeurs du travail de Huang Rui est l’utilisation du langage. Il utilise ainsi des textes, souvent des slogans politiques chinois, de manière à créer un jeu de mots ou un trait d’esprit ; malgré cela, ses revendications sont loin d’être comiques. Une de ses œuvres majeures est Chairman Mao 10,000 RMB où il utilise exactement 10 000 yuan en billets de banque pour écrire un slogan chinois signifiant « Que le président Mao vive dix mille ans ».
Huang Rui a aussi souvent joué sur la relation pouvant exister entre des mots chinois et des mots anglais, le plus remarquable est  sa série China/Chai-Na où il met en relation le mot anglais pour « Chine » avec les caractères Chai et Na qui signifient respectivement « démolir » et « ici », cette œuvre était en fait une réaction à la destruction massive de certains quartiers de Pékin en vue des Jeux olympiques.
La commissaire d’expositions et écrivaine Berenice Angremy (son épouse) dit à ce sujet que « Dans le cas de Huang Rui, l’œuvre et son esthétique artistique est un environnement qui met en relief les textes et notamment les slogans que nous rencontrons dans la vie de tous les jours. ». Il fut exposé aux Rencontres d'Arles (France) en 2007.

## Le secteur artistique 798
Huang Rui a été reconnu comme un acteur majeur dans la mise en place du secteur artistique 798 à Pékin. Il a en effet joué un rôle dans sa création en 2002, et s’est aussi battu pour le sauver de la démolition en 2004 et 2005. En 2006, 798 est devenu le premier secteur d’art reconnu et protégé par l’État en Chine. Ce succès est en grande partie dû aux efforts de Huang Rui et de Bérénice Angremy pour promouvoir le secteur par le Dashanzi International Art Festival (DIAF) et avec son livre 798 in Beijing. Huang Rui et de Bérénice Angremy ont créé l'agence Thinking Hands qui organise des «Arts Visits» dans Pékin et notamment dans le secteur 798.